# Vandcykel
Vandcykel er en lille båd med pedaler, der stikker ned i vandet under båden. Således bliver båden fremført ved på det nærmeste at cykle – heraf navnet vandcykel.
- Wikimedia Commons har flere filer relateret til Vandcykel

| Vandsport/vandtransport | Spire Denne vandsports- eller vandtransportsartikel er en spire som bør udbygges. Du er velkommen til at hjælpe Wikipedia ved at udvide den. |